# معركة نهر بياس
معركة نهر بياس كانت معركة بين جيش خانية جغتاي وسلطنة مماليك الهند في 1285. نظم غياث الدين بلبن خط الدفاع العسكري عبر نهر بياس كجزء من سلسلته التحصينيه الاستراتيجية «الدم والحديد» في ملتان ولاهور كإجراء مضاد ضد غزو خانية جغتاي. ومع ذلك ابنه محمد خان تم قتله في المعركة.